# Comuna Berezivka, Volodarsk-Volînskîi
Berezivka (în ucraineană Березівська сільська рада) este o comună în raionul Volodarsk-Volînskîi, regiunea Jîtomîr, Ucraina, formată din satele Berezivka (reședința), Polivska Huta și Torciîn.

## Demografie
Componența lingvistică a satului Berezivka
     Ucraineană (97,99%)
     Rusă (1,56%)
Conform recensământului din 2001, majoritatea populației satului Berezivka era vorbitoare de ucraineană (97,99%), existând în minoritate și vorbitori de rusă (1,56%).